# Comuna Poltavka, Kompaniivka
Poltavka (în ucraineană Полтавка) este o comună în raionul Kompaniivka, regiunea Kirovohrad, Ucraina, formată din satele Dolînivka, Poltavka (reședința) și Verbove.

## Demografie
Componența lingvistică a comunei Poltavka
     Ucraineană (94,8%)
     Rusă (1,93%)
     Română (1,93%)
     Alte limbi (0,72%)
Conform recensământului din 2001, majoritatea populației comunei Poltavka era vorbitoare de ucraineană (94,8%), existând în minoritate și vorbitori de rusă (1,93%) și română (1,93%).